# Jalpuch

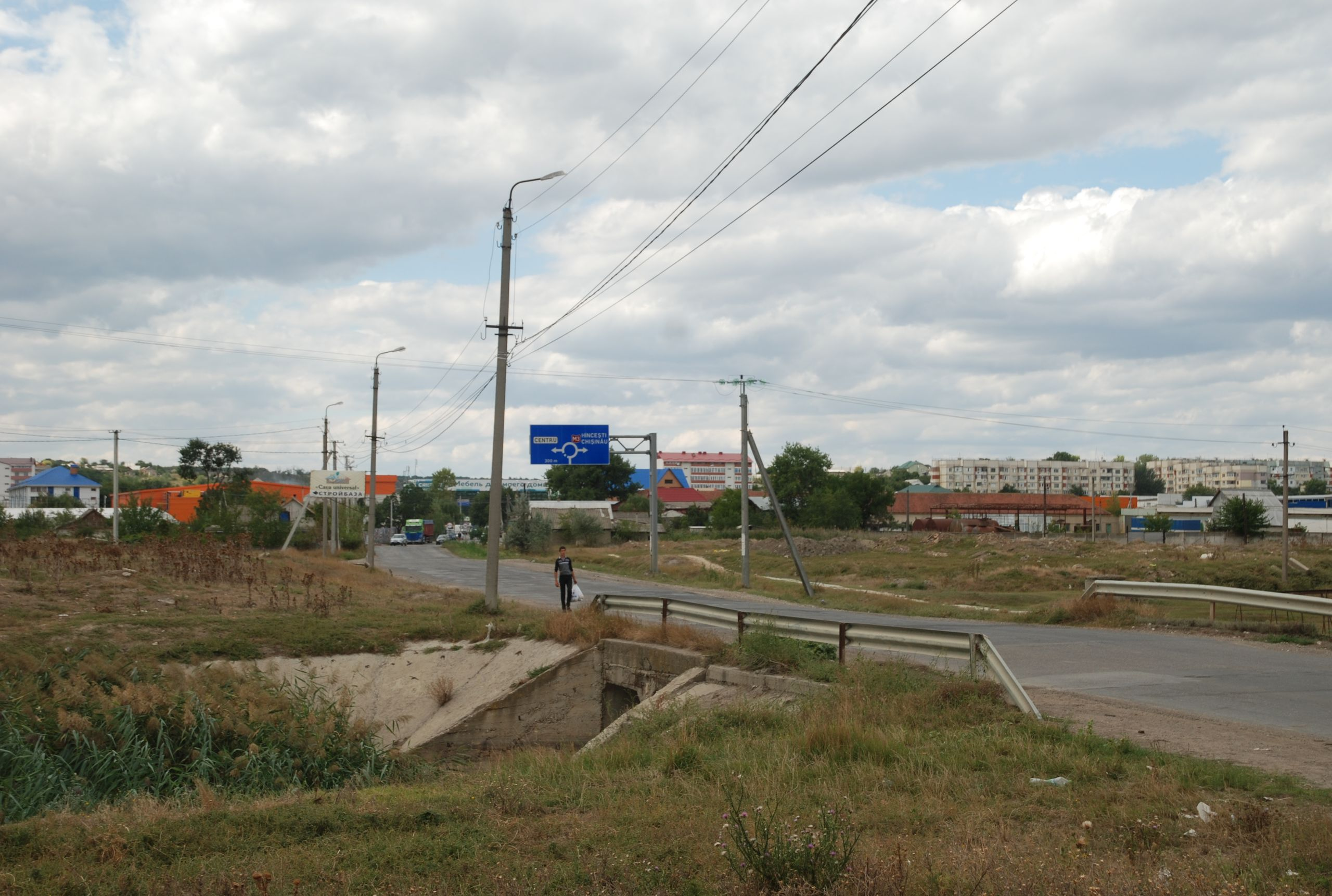
Brug over de Jalpuch in Comrat

De Jalpuch (Roemeens: Ialpug) is een rivier in het zuiden van Moldavië en het zuidwesten van Oekraïne. De lengte is 142 km, waarvan 135 km in Moldavië. De oppervlakte van het stroomgebied 3180 km² en het gemiddeld debiet van 2,9 m³/s.
De Jalpuch ontspringt in Moldavië ten zuidwesten van de hoofdstad Chișinău. Hij stroomt in zuidelijke richting, parallel aan de Pruth en passeert daarbij de plaatsen: Tomai, Javgur, Cenac, Topala, Bugeac, Comrat, Chirsova, Beșalma, Congaz, Alexeevca, Svetlîi, Balabanu, Aluatu, Cairaclia, Novosiolovca, Bulgărica, Tabacu, Curciu en Bolhrad, waarvan de Gagaoezische hoofdstad Comrat de belangrijkste is.
In Budschak, bij de Oekraïense stad Bolhrad, mondt hij uit in het langgerekte Jalpuchmeer. Via de Kuhurlui stroomt het water naar de Donau.